# 변정수 (법조인)
변정수(卞禎洙, 1930년 3월 26일 ~ 2017년 11월 5일)는 대한민국의 헌법재판소 재판관을 지낸 법조인이다.

## 생애
전라남도 장흥군에서 소작농의 아들로 태어났다. 6년 과정의 광주서중을 졸업했다. 고려대학교 법대에 입학했지만 한국전쟁 탓에 2주만에 학업을 중단했다. 1956년 8회 고등고시 사법과에 합격해 20여년 동안 판사로 재직하다 1979년 서울고법 부장판사를 마지막으로 법원을 떠나 변호사 개업을 했다. 1980년대 대한변호사협회 인권위원으로 활동하면서 김근태 고문사건, 부천경찰서 성고문 사건 등 굵직한 시국사건에 변호인단으로 참여했고, 변협 인권위원장으로 전두환 정권을 비판하는 ‘인권보고서’를 펴냈다.   1988년부터 1994년까지 헌법재판소 1기 재판관을 지내고  2003년 민주화운동 관련자 명예회복 및 보상심의위원회 위원장을 맡았다.
검사의 형사소송법상 기소 편의주의에 의한 불기소처분에 대해 1989년 최초의 위헌 결정을 했고 1994년 대통령의 국가비상대권 발동 사건에서 주심을 맡아 ‘국가보위에 관한 특별조치법’에 위헌 결정을 했다. 구속 피의자와 미결수가 변호인을 만날 때 교도관이 입회해 대화 내용을 적고 사진을 찍는 관행에 제동을 걸게 한 1992년 ‘변호인 접견 방해 사건’ 주심을 맡아 위헌을 이끌어냈으며  대법원의 법무사 채용규칙 헌법소원 사건에서도 위헌을 선고해 법률의 하위 법령에 대한 헌법심사의 가능성을 열었다.
1988년 야당인 평민당 추천으로 헌법재판관에 임명된 상태에서 1990년 3당 합당 이후 민감한 사안에서는 나홀로 소수의견이 많았으며 특히 국가보안법 7조 찬양·고무죄 위헌 사건에서 단순위헌을 주장했고, 1991년 사회보호법 사건 1993년 교수재임용 제도 위헌소송에서도 위헌 소수의견을 냈다.
소수의견을 많이 제시하다 보니 권력에 의한 기본권 침해의 보루 역할을 자임하게 된 변정수는 1994년 임기만료로 퇴임하면서 청와대가 훈장을 수여하려 하자 ‘훈장을 받을 일을 한 게 없다’는 이유를 들어 유일하게 훈장 수여를 거절했다.
변정수는 1997년에 펴낸 회고록 <법조 여정>에서 "청와대와 대법원이 헌법재판소를 상대로 헌법재판소 결정을 앞당기거나 늦추도록 부탁한 일이 있다"고 밝히면서 1992년 초원복집 사건을 주도한 김기춘이 신청한 선거운동원이 아닌 자의 선거운동금지에 대한 위헌심판 제청 사건에서 "청와대 비서관들이 자신을 제외한 다른 재판관을 찾아와 결정을 빨리 내려달라고 부탁했다"고 하면서 "1990년 법무사시험 실시를 법원행정처장 재량에 맡긴 법무사법 시행규칙에 대해 헌법재판소가 위헌 결정을 내리기로 합의한 사실을 대법원이 사전에 알고 법원행정처 판사들을 각 재판관에게 보내 선고 연기를 부탁했다"고 했다.
2017년 11월 5일 87세를 일기로 숨졌다.

## 경력
- 1956년 : 고등고시(8회) 사법과 합격
- 서울고등법원 부장판사
- 서울동부지방법원 지방법원장
- 1988년~1994년 : 헌법재판소 초대 헌법재판관

## 주요 판결
- 서울형사지방법원 성동지원 합의부 재판장으로 재직할 때 강도살인으로 구속된 17살 피고인에 대해 무죄를 선고했다.[5]
- 서울민사지방법원 5부 재판장으로 재직하던 1971년 3월 18일에 파월 기술자가 회사를 상대로 제기한 임금 청구소송에서 "사업장이 외국이라도 내국인끼리의 근로계약은 일차적으로 국내 근로기준법을 적용해야 한다"며 원고승소판결을 하여 새로운 판례를 제시했다.[6]

## 가족
아들 변주호, 딸 변일현·변정옥·변경영·변정현이다.